# Atractus tamessari
Atractus tamessari är en ormart som beskrevs av Kok 2006. Atractus tamessari ingår i släktet Atractus och familjen snokar. Inga underarter finns listade.
Arten förekommer i norra Guyana och i angränsande områden av Venezuela. Honor lägger ägg.